# NGC 5404
NGC 5404 is een groep van 3 sterren in het sterrenbeeld Maagd. Het hemelobject werd op 29 april 1859 ontdekt door de Amerikaanse astronoom Phillip Sidney Coolidge (1830-1863), die er een vorm van nevelachtigheid in meende te hebben waargenomen. Daar dit object uit drie sterren bestaat, in de vorm van een afgeplatte driehoek, kan het beschouwd worden als een telescopisch asterisme.